# Sonia Bisset
Sonia Bisset (ur. 1 kwietnia 1971 w Santiago de Cuba) – kubańska oszczepniczka, dwukrotna olimpijka (2000, 2004).

## Kariera sportowa
Sześciokrotna finalistka mistrzostw świata, brązowa medalistka mistrzostw świata w Edmonton. Dwukrotnie piąta podczas igrzysk olimpijskich. W 2005 roku ustanowiła swój rekord życiowy wynikiem 67,67 m, który jest jednocześnie 10. rezultatem w historii światowej lekkoatletyki.
Zdobyła także srebrny medal uniwersjady w 1997 oraz srebrny medal igrzysk panamerykańskich w 2007 roku.